# Provinsen Quebec (1763–1791)
Provinsen Quebec (engelska: Province of Quebec, franska: Province de Québec) var en brittisk besittning i Nordamerika, skapad efter Sjuårskriget. Britterna erhöll området genom Parisfreden 1763, då kung Ludvig XV av Frankrike och hans rådgivare i stället valde att behålla Guadeloupe på grund av dess värdefulla sockerplantage.
Genom Constitutional Act 1791 delades provinsen upp i Nedre Kanada (Quebec) och  Övre Kanada (Ontario).

## Guvernörer
1760 hamnade Nya Frankrike under militärstyre. Civilt styre infördes 1764:
- James Murray 1760–1766
- Guy Carleton, 1:e baron Dorchester 1766–1778
- Sir Frederick Haldimand 1778–1786
- Guy Carleton, 1:e baron Dorchester 1786–1796